# Живодовка (городське поселення селище Середейський)
Живодовка (рос. Живодовка) — залізнична станція в Сухиницькому районі Калузької області Російської Федерації.
Населення становить 13 осіб. Входить до складу муніципального утворення Селище Середейський.

## Історія
Від 2004 року входить до складу муніципального утворення Селище Середейський

## Населення
| 2002 | 2010 | 2014 | 2016 | 2017 | 2018 | 2019 |
| ---- | ---- | ---- | ---- | ---- | ---- | ---- |
| 37   | ↘20  | ↘12  | ↘6   | ↘4   | ↘0   | ↗5   |
| 2020 | 2021 |      |      |      |      |      |
| ↗11  | →11  |      |      |      |      |      |